# Shawn Kemp
Shawn Travis Kemp (Elkhart, Indiana, 26 de novembro de 1969) é um ex-jogador profissional de basquetebol norte-americano que atuava como ala-pivô na NBA. Kemp é reconhecido pelos grandes saltos, fortes enterradas (especialmente com as pontes-aéreas de Gary Payton) e os "tocos" (bloqueios) que mandavam a bola na torcida.

## Biografia
Kemp foi adquirido pelo Seattle SuperSonics no Draft da NBA em 1989, como a 17ª escolha (1ª rodada). Jogou pela franquia de Seattle entre 1989-1997. Na temporada de 1995-1996, Kemp conseguiu levar o time as Finais da NBA, junto com Gary Payton, Detlef Schrempf, Sam Perkins e Hersey Hawkins, feito que não ocorria desde 1979. Estabeleceram o recorde da franquia com 64 vitórias na temporada regular, e foram derrotados pelo Chicago Bulls de Michael Jordan nas finais. No período em que jogou pelo Seattle SuperSonics, Kemp foi selecionado 5 vezes para o NBA All-Star Game e 3 vezes para o All-NBA Team.
Depois da marcante passagem em Seattle, Kemp foi contratado pelo Cleveland Cavaliers, franquia que defendeu entre 1997-2000. Nos Cavaliers, Kemp foi selecionado para o NBA All-Star Game em 1998, e foi por 3 temporadas consecutivas o líder em pontos e rebotes da equipe. Na 1ª rodada dos playoffs da NBA em 1998, apesar da eliminação dos Cavaliers para o Indiana Pacers, Kemp obteve médias de 26 pontos, 10 rebotes e 1 toco na série. Em 2000, Kemp foi contratado pelo Portland Trail Blazers, franquia que defendeu entre 2000-2002, finalizando sua participação na NBA pelo Orlando Magic em 2002-2003, com apenas 33 anos de idade (devido a problemas de peso e saúde na época). Várias especulações de sua volta a NBA surgiram, mas "The Reign Man" não acertou com nenhuma franquia da liga. Com a Seleção Estadunidense, Kemp ganhou a medalha de ouro no Campeonato Mundial de Basquetebol de 1994.

## Estatísticas na NBA
|  | Líder da liga |

### Temporada Regular
| Ano      | Equipe    | PJ    | PT  | MPJ  | AP   | 3P   | LL   | RT   | AS  | BR  | TO  | PPJ  |
| -------- | --------- | ----- | --- | ---- | ---- | ---- | ---- | ---- | --- | --- | --- | ---- |
| 1989-90  | Seattle   | 81    | 1   | 13.8 | .479 | .167 | .736 | 4.3  | 0.3 | 0.6 | 0.9 | 6.5  |
| 1990-91  | Seattle   | 81    | 66  | 30.1 | .508 | .167 | .661 | 8.4  | 1.8 | 1.0 | 1.5 | 15.0 |
| 1991-92  | Seattle   | 64    | 23  | 28.3 | .504 | .000 | .748 | 10.4 | 1.3 | 1.1 | 1.9 | 15.5 |
| 1992-93  | Seattle   | 78    | 68  | 33.1 | .492 | .000 | .712 | 10.7 | 2.0 | 1.5 | 1.9 | 17.8 |
| 1993-94  | Seattle   | 79    | 73  | 32.9 | .538 | .250 | .741 | 10.8 | 2.6 | 1.8 | 2.1 | 18.1 |
| 1994-95  | Seattle   | 82    | 79  | 32.7 | .547 | .286 | .749 | 10.9 | 1.8 | 1.2 | 1.5 | 18.7 |
| 1995-96  | Seattle   | 79    | 76  | 33.3 | .561 | .417 | .742 | 11.4 | 2.2 | 1.2 | 1.6 | 19.6 |
| 1996-97  | Seattle   | 81    | 75  | 34.0 | .510 | .364 | .742 | 10.0 | 1.9 | 1.5 | 1.0 | 18.7 |
| 1997-98  | Cleveland | 80    | 80  | 34.6 | .445 | .250 | .727 | 9.3  | 2.5 | 1.4 | 1.1 | 18.0 |
| 1998-99  | Cleveland | 42    | 42  | 35.1 | .482 | .500 | .789 | 9.2  | 2.4 | 1.1 | 1.1 | 20.5 |
| 1999-00  | Cleveland | 82    | 82  | 30.4 | .417 | .333 | .776 | 8.8  | 1.7 | 1.2 | 1.2 | 17.8 |
| 2000-01  | Portland  | 68    | 3   | 15.9 | .407 | .364 | .771 | 3.8  | 1.0 | 0.7 | 0.3 | 6.5  |
| 2001-02  | Portland  | 75    | 5   | 16.4 | .430 | .000 | .794 | 3.8  | 0.7 | 0.6 | 0.4 | 6.1  |
| 2002-03  | Orlando   | 76    | 55  | 20.7 | .418 | .000 | .742 | 5.7  | 0.7 | 0.8 | 0.4 | 6.8  |
| Carreira | Carreira  | 1.051 | 728 | 27.9 | .488 | .277 | .741 | 8.4  | 1.6 | 1.1 | 1.2 | 14.6 |
| All-Star | All-Star  | 6     | 5   | 20.0 | .458 | .200 | .750 | 5.8  | 1.7 | 1.0 | 0.7 | 9.0  |

### Playoffs
| Ano      | Equipe    | PJ | PT | MPJ  | AP   | 3P    | LL   | RT   | AS  | BR  | TO  | PPJ  |
| -------- | --------- | -- | -- | ---- | ---- | ----- | ---- | ---- | --- | --- | --- | ---- |
| 1991     | Seattle   | 5  | 5  | 29.8 | .386 | .000  | .815 | 7.2  | 1.2 | 0.6 | 0.8 | 13.2 |
| 1992     | Seattle   | 9  | 9  | 37.6 | .475 | —     | .763 | 12.2 | 0.4 | 0.6 | 1.6 | 17.4 |
| 1993     | Seattle   | 19 | 19 | 34.9 | .512 | —     | .809 | 10.0 | 2.6 | 1.5 | 2.1 | 16.5 |
| 1994     | Seattle   | 5  | 5  | 41.2 | .371 | —     | .667 | 9.8  | 3.4 | 2.0 | 2.4 | 14.8 |
| 1995     | Seattle   | 4  | 4  | 40.0 | .579 | 1.000 | .821 | 12.0 | 2.8 | 2.0 | 1.8 | 24.8 |
| 1996     | Seattle   | 20 | 20 | 36.0 | .570 | .000  | .795 | 10.4 | 1.5 | 1.2 | 2.0 | 20.9 |
| 1997     | Seattle   | 12 | 12 | 36.8 | .486 | .200  | .829 | 12.3 | 3.0 | 1.2 | 1.3 | 21.6 |
| 1998     | Cleveland | 4  | 4  | 38.0 | .465 | —     | .844 | 10.3 | 2.0 | 1.3 | 1.0 | 26.0 |
| 2002     | Portland  | 3  | 0  | 11.7 | .286 | —     | .700 | 2.7  | 0.0 | 0.3 | 0.0 | 3.7  |
| 2003     | Orlando   | 7  | 0  | 10.3 | .381 | —     | .833 | 2.1  | 0.0 | 0.0 | 0.0 | 3.0  |
| Carreira | Carreira  | 88 | 78 | 33.4 | .498 | .200  | .797 | 9.7  | 1.8 | 1.1 | 1.6 | 17.3 |

## Prêmios e Homenagens
- National Basketball Association:
  - 6x NBA All-Star: 1993, 1994, 1995, 1996, 1997 e 1998;
  - 3x All-NBA Team:
    - Segundo Time: 1994, 1995 e 1996;